# Oldsmobile Six
La Six è un'autovettura mid-size prodotta dall'Oldsmobile dal 1913 al 1915 e dal 1917 al 1921. Nel primo periodo in cui fu assemblata la vettura rappresentava il modello di punta della Oldsmobile, mentre dal 1917 al 1921 la Six si posizionò alla base dell'offerta della casa automobilistica statunitense. Nei due periodi in cui fu prodotta, la Six venne chiamata anche con altri nomi. Tali denominazioni erano funzione dell'anno di produzione e della versione.

## Storia

### Model 53, 54 e 55 (1913–1915)
La Model 53, ovvero la prima versione della vettura che venne prodotta nel 1913, era equipaggiata con un motore a valvole laterali e sei cilindri in linea da 6.227 cm³ di cilindrata che erogava 50 CV di potenza. Il propulsore era anteriore, mentre la trazione era posteriore. Il moto alle ruote posteriori era trasmesso tramite un albero di trasmissione. Il cambio era a tre rapporti con leva posizionata alla destra del guidatore. I freni erano meccanici a tamburo e agivano sulle ruote posteriori. La frizione era a cono di cuoio. Le ruote erano a raggi in legno. La vettura era disponibile con due tipi di carrozzeria, torpedo quattro porte e berlina quattro porte.
Nel 1914 la vettura rimase pressoché invariata e fu rinominata Model 54. Tuttavia al motore fu aumentata la cilindrata, che raggiunse i 7.325 cm³. Ora il propulsore erogava 50 CV. Nell'occasione il passo diminuì di tre pollici a 3.353 mm. Nel 1915 quest'ultimo crebbe a 3.531 mm e la vettura fu rinominata Model 55. Nell'anno citato la guida venne spostata da destra a sinistra del veicolo e l'unica carrozzeria disponibile fu la torpedo a sette posti. Nel 1916 la Six non fu assemblata.
Nel 1913 gli esemplari prodotti furono 500, nel 1914 furono 1.000, mentre nel 1915 furono 114.

### Model 37, 37A e 37B (1917–1921)
Dopo un anno di pausa, la vettura venne reintrodotta nel 1917 con il nome di Model 37 e fu retrocessa a modello alla base dell'offerta Oldsmobile. La nuova versione del modello era però più piccola delle precedenti. Possedeva un nuovo motore da 2.901 cm³ e 44 CV; la restante parte della meccanica rimase immutata. Oltre alla torpedo ed alla berlina, facevano parte della gamma anche una roadster due porte ed una coupé due porte. Solamente nel 1918, fu offerta la versione cabriolet due porte. 
Nel 1919 la vettura fu rinominata Model 37A. L'anno successivo questa denominazione fu associata solamente alle versioni chiuse, mentre quelle aperte furono denominate Model 37B. Nel 1921 tornarono tutte ad essere chiamate Model 37.
Nel complesso, dal 1917 al 1921, furono prodotti 59.938 esemplari.